# اوبرایدن (باد زوندن-الندورف)
اوبرایدن (به آلمانی: Oberrieden) یک منطقهٔ مسکونی در آلمان است که در هسن واقع شده‌است. اوبرایدن ۶۵۰ نفر جمعیت دارد.